# Пищевая промышленность
Пищева́я промы́шленность — группа промышленных отраслей, производящих пищевые продукты в готовом виде или в виде полуфабрикатов, а также напитки, табачные изделия, в некоторых классификациях — также мыло и моющие средства (на жировых производствах).
Промышленность ориентирована на производство продукции для удовлетворения основной потребности населения в продуктах питания. Предприятия пищевой промышленности занимаются сбором сырья, его переработкой и доведением до вида, в котором лучше всего организовать доставку до конечного потребителя. 
В системе агропромышленного комплекса пищевая промышленность тесно связана с сельским хозяйством как поставщиком сырья и с торговлей. Часть отраслей пищевой промышленности тяготеет к сырьевым районам, другая — к районам потребления.
Пищевая промышленность встречается везде, где проживают люди. Это способствует большому распространению применяемого сырья, как и постоянное потребление пищевых продуктов. Но в данном виде промышленности имеются свои закономерности, а размещение предприятий данной промышленности основывается на учёте их особенностей.
Учитывая доклад научных сотрудников ведущих исследовательских институтов страны и их таблицы, на эту сферу производства сильно влияет развитие сельского хозяйства: оно определяет характеристики отраслевого состава пищевой промышленности региона, ее мощность и другие важные качества.

## Структура
В Международной стандартной отраслевой классификации пищевые производства отнесены к разделу обрабатывающей промышленности, самостоятельными подразделами в которой выделены производство пищевых продуктов (код 10), производство напитков (11 и производство табачных изделий (12). Всего в подразделе пищевых производств выделено 13 отраслей:

### Мясная промышленность
Отрасль, использующая в качестве сырья мясо крупного рогатого скота, свиней, птицы, кроликов и др. Начальным процессом переработки является забой животных, затем происходит обвалка мяса, то есть отделение его от костей.
Часть продукции предназначена для непосредственного употребления в пищу, а другая отправляется на производство колбас, копченостей, консервов, кормов для животных, медикаментов (инсулин, гепарин), изделий из пуха и пера, клея, желатина.
Если принимать во внимание использование энергии, пестицидов, кормов, почвы и невозобновляемых ресурсов, то самым эффективным является производство мяса птицы, а самым экономически невыгодным — говядины.

### Рыбная промышленность
Отрасль, включающая добычу рыбы и морепродуктов, её разведение (рыбоводство) и производство из них продуктов питания и других компонентов.
Продукцией предприятий рыбной промышленности являются свежая, соленая, копченая рыба, консервы, икра, морепродукты (замороженные и консервированные). Другое направление деятельности рыбных компаний — производство сырья для изготовления сельскохозяйственных кормов, компонентов для фармацевтических фирм.

### Промышленность по переработке фруктов и овощей
Специализируется на производстве широкого спектра фруктовых и овощных ингредиентов для всех областей применения. Это могут быть консервированные и замороженные фрукты и овощи, полуфабрикаты для хлебопекарной промышленности, продукты для детского питания, соки и т. д.
Основные виды обработки для овощей и их процентное соотношение:
- консервирование — 45 %;
- нарезка — 10 %;
- заморозка — 15 %.

Для фруктов:
- соки — 75 %;
- резка/сушка — 13 %;
- консервирование — 10 %;
- заморозка — 2 %.

### Масложировая промышленность
Масложировая промышленность занимается переработкой растительного сырья. На выходе получают масла (подсолнечное, рапсовое, льняное и др.) и маргарин для употребления в пищу, а также производят компоненты для изготовления технических смазок, пластичных наполнителей, средств бытовой химии, косметики и личной гигиены (кремы, мыла и т. д.)

### Молочная промышленность
В молочной индустрии молоко — сырье для производства. 
Предприятия выпускают широкий ассортимент изделий: 
неферментированные (сливочное масло, мороженое и др.) и 
ферментированные продукты (сыры, кефир, йогурт и др.), 
консервированное и сухое молоко, казеин и т. д.
Почти во всех странах мира существует собственное производство молочных продуктов. Большинство заводов в зарубежных государствах по переработке больших объёмов специализируются на ограниченном ассортименте продукции. А вот в странах Восточной Европы и России распространены крупные производства, выпускающие множество видов молочной продукции.

### Мукомольная промышленность
Мукомольная промышленность — одна из базовых отраслей пищевой промышленности, занимающаяся изготовлением муки (см. мукомольная мельница) из злаковых культур (ржи, пшеницы, ячменя и др.) и бобовых. 
Технология производства насчитывает три ступени:
- сепарирование, промывка, шелушение, дробление зерна;
- перемалывание в муку;
- фасовка в пакеты.

Мука идет в продажу или отправляется в качестве сырья на хлебопекарные заводы и кондитерские фабрики.
Мукомольные предприятия зависят от урожайности зерновых культур, так как 80 % от себестоимости конечной продукции составляет цена на сырье.

### Крахмальная промышленность
Основной продукт этой отрасли — крахмал, который производится из растительного сырья (картофеля, пшеницы, кукурузы и маниоки). Дополнительными видами продукции являются патока и фруктовые сиропы.
Если сравнить с другими типами крахмала, картофельный отличается пониженной калорийностью и повышенным количеством минералов в составе. Крахмал поступает в розничную продажу, используется при производстве колбас (18,2 %), фруктовых киселей (12,3 %).
Другое его применение — выпуск бумаги (3,7 %), декстрина, использование в фармацевтике (ингредиент таблеток, присыпок).

### Хлебобулочная промышленность
Хлебопекарное производство занимается изготовлением хлебобулочных изделий, один из древнейших видов деятельности. 
- Хлебозавод

### Кондитерская промышленность
см. Кондитерские изделия

### Макаронная промышленность
см. Макаронные изделия

### Производство блюд, готовых к употреблению
см. кулинарные полуфабрикаты

### Производство кормов для животных
см. Корма для животных